# Chelostoma foveolatum
Chelostoma foveolatum is een vliesvleugelig insect uit de familie Megachilidae. De wetenschappelijke naam van de soort is voor het eerst geldig gepubliceerd in 1868 door Morawitz.